# ノヴォシリ

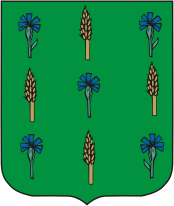
ノヴォシリの紋章

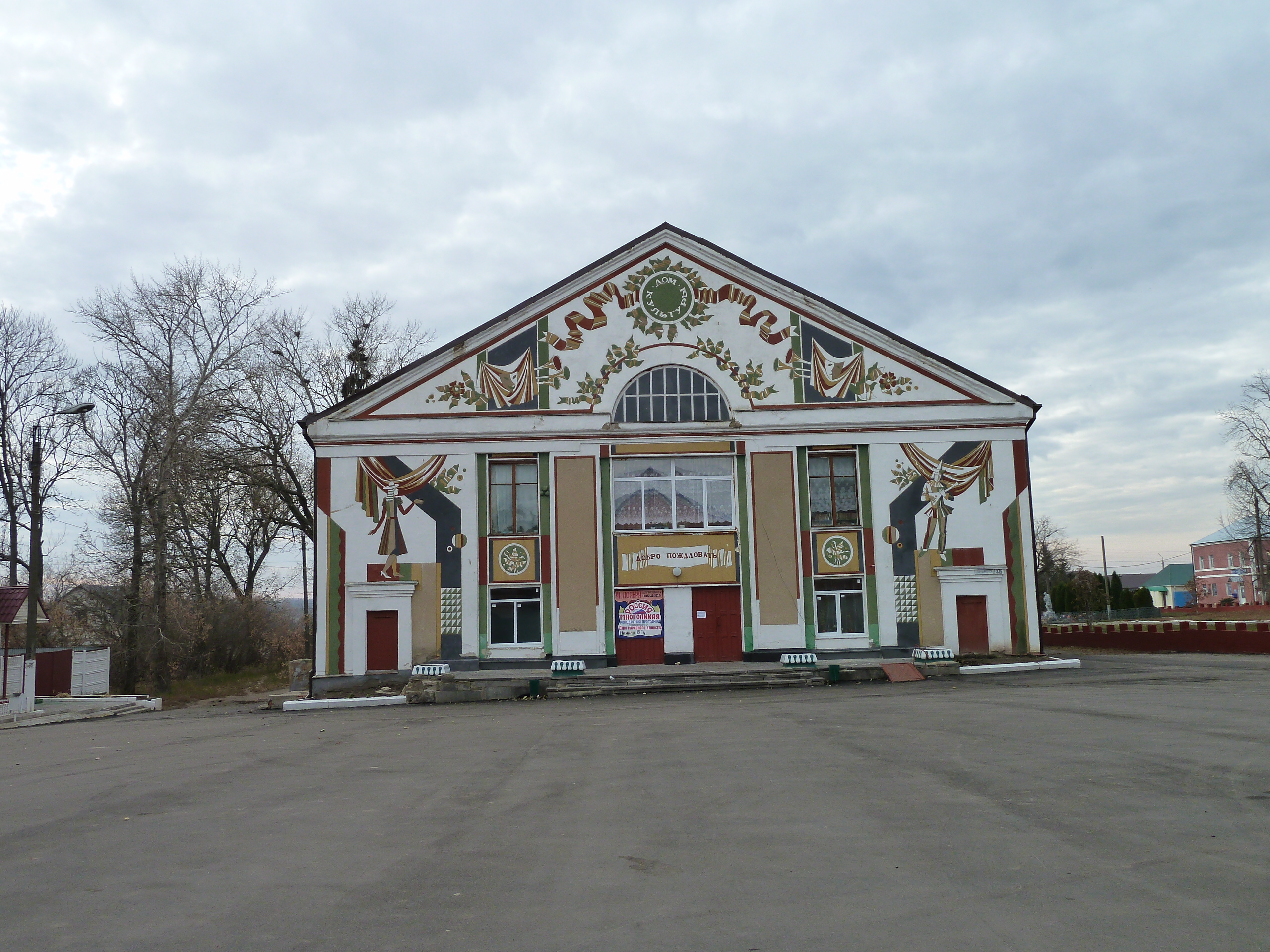

ノヴォシリ（ノヴォシーリ、ロシア語: Новоси́ль, Novosil）は、ロシアのオリョール州にある町。人口は2,912人（2021年）。州都オリョールから東へ70キロメートル。オカ川の右支流ズシャ川（Зуша）の右岸に建ち、周囲は中央ロシア高地である。

## 歴史
1155年の記録には、この町はイティルという名で初出している。当時はチェルニゴフ公国の要塞であった。チェルニゴフ公国の崩壊後、14世紀にはオカ川上流公国群に属する小さな公国（ノヴォシリ公国）の首都となった。15世紀にはリトアニア大公国の支配下に置かれたが、15世紀の末にモスクワ大公国が奪った。以後17世紀頃まで、ノヴォシリはロシア・ツァーリ国の南部の国境を守る要塞であった。
1777年には市の地位を与えられ、トゥーラ県の下にある郡の中心となっている。しかし主要な交通路が通らなかったため、その後はあまり発展しなかった。
独ソ戦中の1941年11月13日にドイツ国防軍に占領され、1941年12月27日に赤軍ブリャンスク戦線により解放された。

## 文化
ノヴォシリには18世紀や19世紀の建物がいくつか残る。18世紀末に建てられた神の母聖堂（собор Божией Матери）、1802年に建てられたカザンの生神女聖堂（Казанская церковь）、および19世紀の石造の民家などである。
ノヴォシリ地区のゴルン村は、ロシアの大貴族ガリツィン家の地所のあった場所である。

## 経済
ノヴォシリは農業地帯のただなかにあるため、食品工業が中心となっている。
最寄り駅は、1870年に開通したオリョール・エレツ・グリャージを結ぶ鉄道上にあり、市街地からは14km離れている。